# Conselho Nacional Sueco para Prevenção de Crimes
 Conselho Nacional Sueco para a Prevenção do Crime ( em sueco:  Brottsförebyggande rådet, abreviado Brå ) é uma agência governamental sueca organizada pelo Ministério da Justiça e funciona como um centro de pesquisa e desenvolvimento dentro do sistema judicial.
Brå trabalha principalmente para reduzir o crime e melhorar os níveis de segurança na sociedade, produzindo dados e disseminando conhecimento sobre o crime e o trabalho de prevenção ao crime.  O Conselho também produz estatísticas oficiais da criminalidade na Suécia, avalia reformas, conduz pesquisas para desenvolver novos conhecimentos e fornece apoio ao trabalho de prevenção ao crime local.  Os resultados do trabalho da Brå são uma base para os tomadores de decisão dentro do sistema judicial, o Riksdag e o Governo .  Frequentemente trabalha em colaboração com outras organizações e agências do setor público.